# Clelea microphaea
Clelea microphaea es una especie de polilla de la familia Zygaenidae.
Fue descrita científicamente por Hampson en 1919.